# Championnat du monde des rallyes-raids 2018
Navigation
2017 2019
Le championnat du monde des rallyes-raids 2018 est la 16e édition du championnat du monde des rallyes-raids organisée par la Fédération internationale de motocyclisme. Il comporte 6 manches au calendrier.

## Calendrier et règlement

### Manches du championnat[1]
| Date de début | Date de fin | Epreuve                     |
| ------------- | ----------- | --------------------------- |
| 24/03/2018    | 29/03/2018  | Abu Dhabi Desert Challenge  |
| 17/04/2018    | 22/04/2018  | Sealine Cross-Country Rally |
| 29/07/2018    | 05/08/2018  | Inka Desert Challenge       |
| 11/08/2018    | 19/08/2018  | Atacama Rally               |
| 25/08/2018    | 31/08/2018  | Desafío Ruta 40             |
| 03/10/2018    | 09/10/2018  | OiLibya Rally               |

## Résultats
| Manche             | Rallye                                                        | Podium | Podium            | Podium       | Podium                    |
| Manche             | Rallye                                                        | Pos.   | Pilote            | Pilote F     | Pilote Quad               |
| ------------------ | ------------------------------------------------------------- | ------ | ----------------- | ------------ | ------------------------- |
| 1re                | Abu Dhabi Desert Challenge 24 - 29 mars résultats détaillés   | 1er    | Pablo Quintanilla | /            | Kees Koolen               |
| 1re                | Abu Dhabi Desert Challenge 24 - 29 mars résultats détaillés   | 2e     | Sam Sunderland    | /            | Aleksandr Maksimov        |
| 1re                | Abu Dhabi Desert Challenge 24 - 29 mars résultats détaillés   | 3e     | Kevin Benavídes   | /            | /                         |
|                    |                                                               |        |                   |              |                           |
| 2e                 | Sealine Cross-Country Rally 17 - 22 avril résultats détaillés | 1er    | Maciej Giemza     | /            | Aleksandr Maksimov        |
| 2e                 | Sealine Cross-Country Rally 17 - 22 avril résultats détaillés | 2e     | /                 | /            | Kees Koolen               |
| 2e                 | Sealine Cross-Country Rally 17 - 22 avril résultats détaillés | 3e     | /                 | /            | /                         |
|                    |                                                               |        |                   |              |                           |
| 3e                 | Atacama Rally 11 août - 19 août résultats détaillés           | 1er    | Kevin Benavídes   | /            | Nicolás Cavigliasso       |
| 3e                 | Atacama Rally 11 août - 19 août résultats détaillés           | 2e     | Toby Price        | /            | Jeremías González Ferioli |
| 3e                 | Atacama Rally 11 août - 19 août résultats détaillés           | 3e     | Pablo Quintanilla | /            | Rafał Sonik               |
|                    |                                                               |        |                   |              |                           |
| 4e                 | Desafío Ruta 40 25 août – 31 août résultats détaillés         | 1er    | Paulo Gonçalves   | /            | Nicolás Cavigliasso       |
| 4e                 | Desafío Ruta 40 25 août – 31 août résultats détaillés         | 2e     | Toby Price        | /            | Aleksandr Maksimov        |
| 4e                 | Desafío Ruta 40 25 août – 31 août résultats détaillés         | 3e     | Pablo Quintanilla | /            | Rafał Sonik               |
|                    |                                                               |        |                   |              |                           |
| 5e                 | Rallye du Maroc 3 - 9 octobre résultats détaillés             | 1er    | Toby Price        | /            | Aleksandr Maksimov        |
| 5e                 | Rallye du Maroc 3 - 9 octobre résultats détaillés             | 2e     | Matthias Walkner  | /            | Rafał Sonik               |
| 5e                 | Rallye du Maroc 3 - 9 octobre résultats détaillés             | 3e     | Ricky Brabec      | /            | Paweł Otwinowski          |
|                    |                                                               |        |                   |              |                           |
| Classement mondial | Classement mondial                                            | 1er    | Toby Price        | Non-attribué | Aleksandr Maksimov        |
| Classement mondial | Classement mondial                                            | 2e     | Pablo Quintanilla | Non-attribué | Rafał Sonik               |
| Classement mondial | Classement mondial                                            | 3e     | Matthias Walkner  | Non-attribué | Nicolás Cavigliasso       |
|                    |                                                               |        |                   |              |                           |